# Chaos Is Me
Chaos Is Me è l'album di debutto del gruppo musicale Screamo Orchid pubblicato nel 1999.

## Tracce
1. Le Desordre C'est Moi
2. Aesthetic Dialectic
3. In G and E
4. New Jersey Vs. Valhalla
5. Weekend at the Fire Academy
6. Frame Code
7. The Action Index
8. Death of a Modernist
9. Boy With No Arms
10. Invasion U.S.A.
11. Epilogue of a Car Crash